# Голімбієвський Олексій Опанасович
Голімбіє́вський Олексі́й Опана́сович (4 червня 1919 — 24 січня 1971) — радянський військовий льотчик, Герой Радянського Союзу (1944), під час Німецько-радянської війни командир авіаційної ескадрильї 175-го штурмового авіаційного полку (305-та штурмова авіаційна дивізія, 9-й змішаний авіаційний корпус, 17-та повітряна армія (СРСР), 3-й Український фронт).

## Біографія
Народився 4 червня 1919 року у селі Велика Мечетня Кривоозерського району Миколаївської області в селянській родині. Українець. Член ВКП(б) з 1943 року. Закінчив середню школу.
До лав РСЧА призваний Одеським МВК у 1938 році. У 1941 році закінчив Батайську військову авіаційну школу пілотів.
Учасник німецько-радянської війни з лютого 1942 року. Воював на Західному, Волховському, Південно-Західному, 3-тю Українському, 3-тю та 2-гу Прибалтійських фронтах. Пройшов бойовий шлях від командира авіаційної ланки до командира авіаційної ескадрильї.
Командир ескадрильї 175-го штурмового авіаційного полку 305-ї штурмової авіаційної дивізії 9-го змішаного авіаційного корпусу 17-ї повітряної армії 3-го Українського фронту старший лейтенант О. О. Голімбієвський до березня 1944 року здійснив на літаку Іл-2 87 вдалих бойових вильоти на знищення укріплених вузлів оборони, переправ, залізничних мостів, танкових і автоколон, в тому числі 18 бойових вильотів — на розвідку військ супротивника.
До грудня 1944 року командир ескадрильї того ж полку 15-ї повітряної армії майор О. О. Голімбієвський здійснив 145 вдалих бойових вильоти, з них понад 100 — як ведучий групи.
Після війни продовжив військову службу в частинах ВПС СРСР. У 1949 році закінчив Військово-повітряну академію. Служив на командних посадах. З 1969 року полковник О. О. Голімбієвський — в запасі.
Мешкав у Луцьку. Помер 24 січня 1971 року.

## Нагороди
Указом Президії Верховної Ради СРСР від 1 липня 1944 року старшому лейтенантові Голімбієвському Олексію Опанасовичу присвоєне звання Героя Радянського Союзу з врученням ордена Леніна і медалі «Золота Зірка» (№ 3935).
Також нагороджений двома орденами Червоного Прапора (11.08.1943, 15.01.1945), орденами Олександра Невського (25.01.1944), Вітчизняної війни 1-го ступеня (04.10.1944), двома орденами Червоної Зірки (09.08.1943, ?), медалями.